# Erik VI. Dánský
Erik VI. Dánský, Erik Menved (1274 – 13. listopadu 1319) byl dánský král v letech 1286–1319.

## Biografie

### Původ, mládí
Narodil se jako nejstarší ze sedmi dětí dánského krále Erika Klippinga a jeho manželky Anežky Braniborské. Erik Menved se stal králem v roce 1286, když jeho otec zemřel, pravděpodobně jsa zavražděn. Protože Erikovi bylo v té době teprve dvanáct let, byl krátce jeho poručníkem Valdemar IV. Šlesvický (jemuž Erik vděčil za svou svobodu) a poté převzala vládu jeho matka jako regentka, jež se v roce 1293 podruhé vdala.

### Vláda
Velmoži, kteří byli obviněni ze smrti Erikova otce (vražda však nikdy nebyla s jistotou objasněna), uprchli do Norska, odkud začali s pomocí norského krále Erika II. Magnussona s nájezdy na dánské pobřeží. Zakrátko se k nim připojil mladší králův bratr Kryštof. Situace se zhoršila ještě více, když se jejich matka v roce 1293 znovu provdala za holštýnského hraběte Gerharda II. Slepého (1252/54–1312) a když se Erik dostal do vážného konfliktu s církví (nezdařený pokus o uvěznění arcibiskupa Jense Granda, prohraný proces králi vytknutý papežem Bonifácem VIII. a nakonec uvalení interdiktu na Dánsko). V roce 1302 se konal papežský soud ve Vatikáně. De facto Erik dosáhl vítězství - byl sice nucen zaplatit vysokou pokutu za uvěznění Jense Granda, ten však byl zbaven funkce arcibiskupa Dánska.

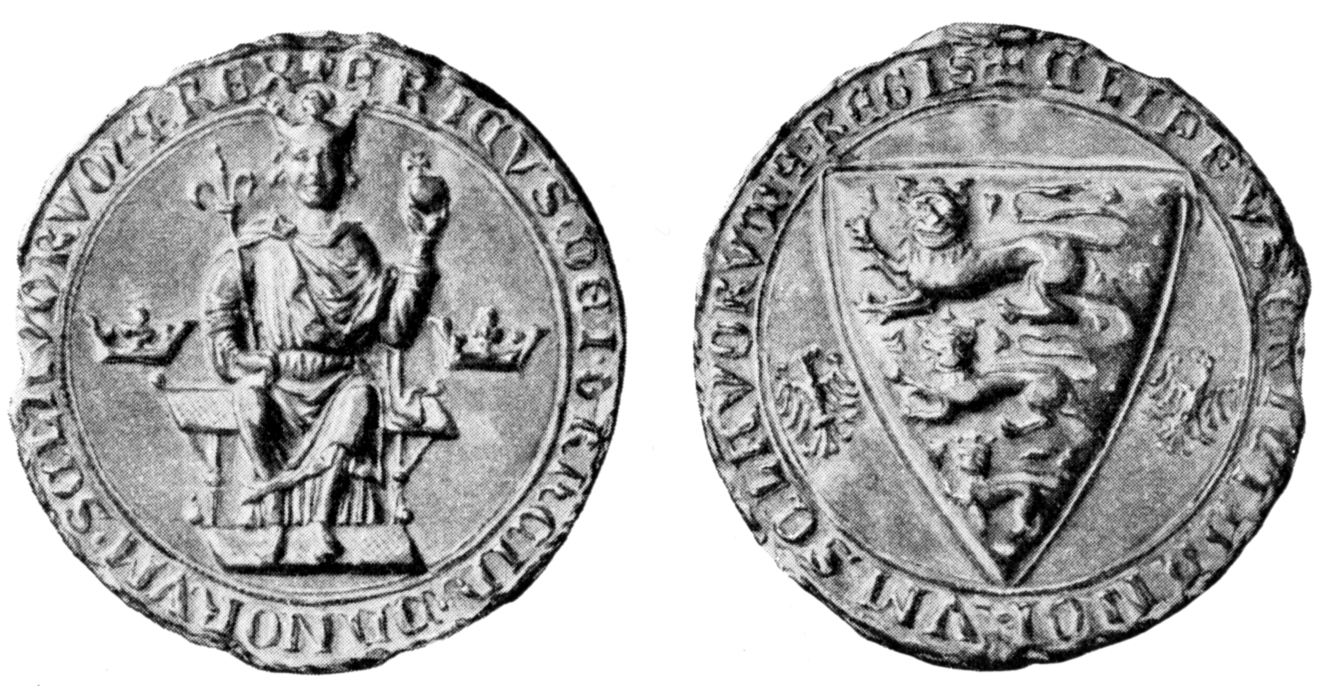
Pečeť Erika Menveda

V prvních letech 14. století se Erik angažoval v politice v severním Německu (chtěje podobně jako dříve král Valdemar II. rozšířit dánské panství jižním směrem). Prostřednioctvím spojenectví s německými knížaty, především vévody meklenburského, se stal formálním vládcem řady hanzovních měst, bojujících s Braniborskem a jinými drobnými panstvími. Braniborský panovník Albrecht I. odstoupil Erikovi všechna území severně řeky Labe.
V druhé dekádě 14. století se situace obrátila. Konflikty skončily v roce 1316, kdy finančně zruinovaný král musel na své další ambice rezignovat. V roce 1313 se král vzdal všech královských majetků v jižním Jutsku. V letech 1315–1317 postihla zemi opakovaně neúroda. Pokladna byla prázdná, ale nebylo z čeho navýšit daně. Mince ražená králem byla bezcenná a zadlužení bylo tak obrovské, že Erik musel v roce 1317 na tři roky přenechat ostrov Fyn Gerhardovi II. Než zemřel, zastavil také Skåne. Poslední ranou dánské hrdosti bylo vítězství vévody Jindřicha Meklenburského nad dánskými jednotkami v bitvě u Rostocku.
Erikovi Menvedovi nepřálo štěstí ani na jiných frontách. Jeho angažování se v politice Švédska (podpora krále Birgera Magnussona, nejstaršího bratra jeho manželky Ingeborg Švédské) vedlo ke spojení Švédska s Norskem (které byly sjednoceny v roce 1319 pod žezlem Magnuse II. Erikssona) proti Dánsku.

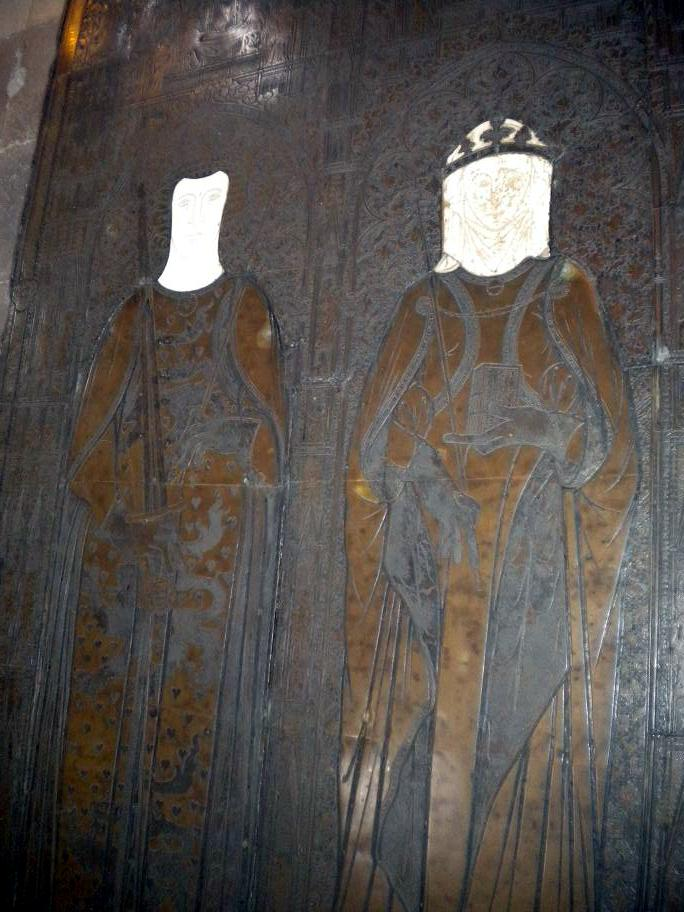
Společný náhrobek Erika Menveda a Ingeborg Švédské v kostele sv. Bengta v klášteře Ringsted

### Manželství a potomci
V roce 1296 se v Helsingborgu oženil se švédskou princeznou Ingeborg, dcerou švédského krále Magnuse Ladulåse a jeho manželky královny Helvig Holštýnské († 1324); z dynastických důvodů byli spolu zasnoubeni již jako děti. Písemné prameny vyzdvihují její krásu, půvab a něžnost. Dispens potřebný k uzavření manželství však byl udělen až v roce 1297 kvůli konfliktu mezi jejím manželem a arcibiskupem Jensem Grandem. V roce 1298 se Erikova sestra Markéta provdala za nejstaršího bratra Ingeborg, švédského krále Birgera Magnussona.
Z manželství se narodilo osm dětí (některé prameny uvádějí čtrnáct). Většinou však šlo o potraty a ostatní děti zemřely buď záhy po porodu nebo zemřely v útlém věku.
Informace se zachovaly pouze o následujících potomcích:
- Erik (zemřel jako dítě);
- Magnus (zemřel jako dítě);
- Valdemar (zemřel jako dítě);
- syn (*/† 1318; podle tradice zemřel po pádu z matčina náručí při jeho představení na veřejnosti)

V roce 1318 přivedla Ingeborg na svět poslední dítě - syna, který se narodil živý a životaschopný. Ukazovala ho veřejnosti jedouc na voze, dítě jí však vyklouzlo z náručí, při pádu si zlomilo vaz a zemřelo. Poté se žalem zdrcená královna uchýlila do kláštera klarisek v Roskilde, kde o rok později zemřela; není jasné, zda to bylo její vlastní rozhodnutí nebo příkaz králův, který jí kladl za vinu synovu smrt.

### Smrt
Erik Menved zemřel 13. listopadu roku 1319, nezanechav dědice. Pochován byl v kostele sv. Benedikta v Ringstedu po boku své manželky, jež zemřela pouhé tři měsíce před ním. Jeho nástupcem se stal jeho mladší bratr Kryštof.

### Původ přízviska
Lidový výklad spočívá v tom, že jde o zkrácení jeho oblíbené kletby „ved alle hellige mænd“ (zaklínám se všemi svatými, u všech svatých). Podle jiného výkladu přezdívka pochází ze starodánského slova „menvett“ (výraz pro ptáka nesoucího špatné znamení).

### Odkaz
Tradičně se doba vlády Erika Menveda považuje za jedno z nemnoha světlých období dánských dějin toho času. Jeho snaha o vznik velkého Dánska je opěvována v dánské romantické literatuře; jeho vojenská politika přinesla značný rozmach království, nakonec však měla za následek oslabení druhdy silné monarchie. Přes své ambice vybudovat velké, mocné Dánsko zanechal Erik Menved v okamžiku své smrti zemi zruinovanou, roztříštěnou a zadluženou.